# Вајлдер (Ајдахо)
Вајлдер (енгл. Wilder) град је у америчкој савезној држави Ајдахо.

## Демографија
По попису из 2010. године број становника је 1.533, што је 71 (4,9%) становника више него 2000. године.
| Група             | 2000.         | 2010.         |
| Белци             | 329 (22,5%)   | 356 (23,2%)   |
| Афроамериканци    | 3 (0,2%)      | 3 (0,2%)      |
| Азијати           | 4 (0,3%)      | 6 (0,4%)      |
| Хиспаноамериканци | 1.117 (76,4%) | 1.163 (75,9%) |
| Укупно            | 1.462         | 1.533         |